# タペット

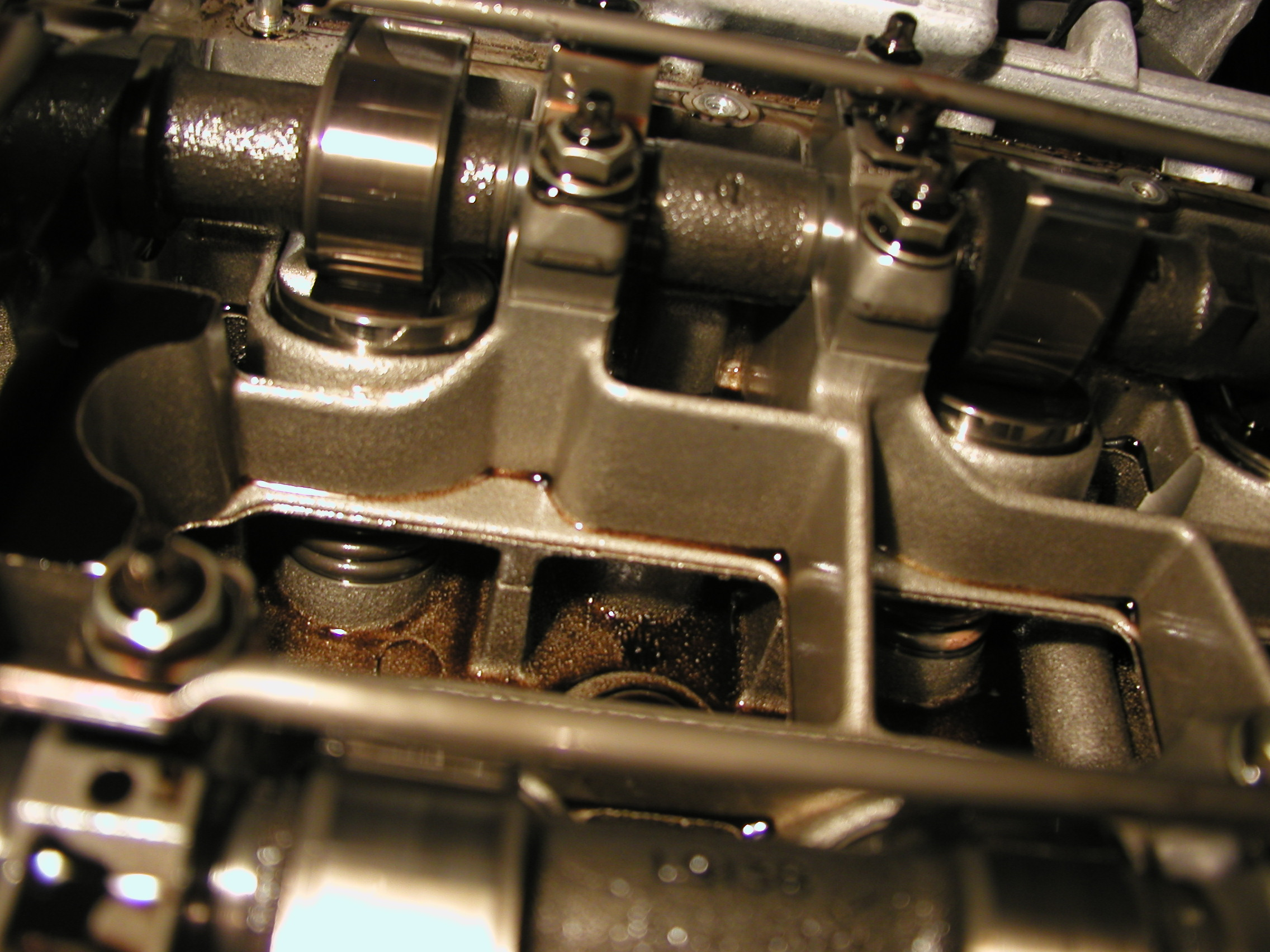
フォード・直列4気筒DOHCエンジンのカムトレーン。カム山の下に見えるのがシム式のタペットである。

タペット（英語: tappet）は、カムとカムによって駆動される部品との間で、直線上の動作を伝達する部品である。自動車工学ではレシプロエンジンの弁機構を構成する部品を指す。バルブリフター（Valve Lifter）とも呼ばれる。

## 概要
語源は、"tap"（コツコツという打音、軽く打つこと）の変則的な指小辞で、18世紀頃に生まれたとされている。
カムの回転運動、あるいはロッカーアームの円弧状の運動を、吸排気のポペットバルブやプッシュロッドのような直線運動をする部品に直接伝達させようとすると、バルブステム（軸）の先端やプッシュロッド先端には可動軸の方向への荷重だけでなく、可動軸に垂直な方向への荷重も加わり、曲がってしまう場合がある。こうした不都合を解消するためにタペットを介して横方向への荷重を逃がし、直線往復運動だけを伝達する。タペットは、カムとプッシュロッドの間やロッカーアームとバルブステムの間、あるいは直打式SOHCやDOHCの場合にはカムとバルブステムの間に組み込まれる。

## バルブクリアランス

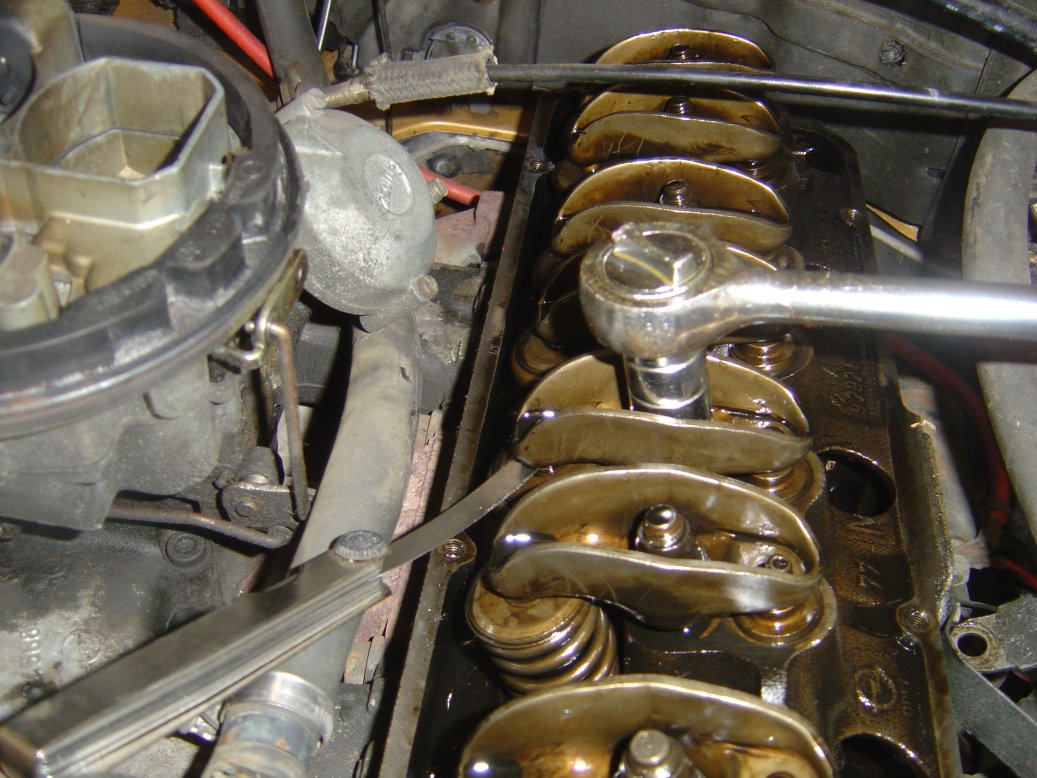
de:Opel CIHエンジンにおけるバルブクリアランス調整の様子

吸排気バルブが燃焼室の熱を受けて熱膨張して全長がわずかに伸び、開弁時間とバルブリフト量も増大する。エンジンの通常運転温度において開弁時間とリフト量が最適となるように、冷間時にはカムとタペット、あるいはロッカーアームとタペットの間には間隙が設けられていて、バルブクリアランスあるいはタペット隙間、弁隙間と呼ばれる。タペットは潤滑状態が適正に維持されればエンジンの寿命とほぼ同程度の耐久性を持つように設計されているが、カムやロッカーアームとの接触面がある程度は摩耗することは避けられないため、接触面の間隙を定期的に調整する必要がある。この調整作業はタペット調整と呼ばれ、バルブクリアランスが最大の条件、すなわちエンジンが十分に冷めていて、クランク角度が圧縮上死点にある状態で行われる。
バルブクリアランスはエンジンの通常運転温度では極めて0に近くなるように設計されているが、クリアランスが大きくなるとバルブ開放時間が短く、リフト量が小さくなって、吸排気の効率が低下する。同時に、カムやロッカーアームに叩かれる際に発生する音（タペットノイズ）が大きくなる。逆に、クリアランスが小さ過ぎると通常運転温度でカムやロッカーアームに常に押された状態となり、バルブが完全に閉じず、燃焼室の圧縮漏れを起こす場合がある。
一般的な自動車やオートバイのエンジンでのバルブクリアランスは1ミリメートル以下で、サービスデータには「吸気0.25±0.05・排気0.35±0.10」（単位はミリメートル）などと表記される。タイミングやリフト量の変化は、バルブクリアランスの差異がごくわずかでもエンジンの特性に影響を与え、高性能なエンジンほど影響が顕著であることから、許容誤差はより厳密に設定される。すべてのバルブが燃焼時の高温に晒されるが、吸気バルブは吸気行程で混合気または空気である程度冷却されるのに対し、排気バルブは排気行程で高温の排気に晒されるため熱膨張が大きく、ほとんどの場合で吸気バルブよりも大きめのクリアランスが設定されている。ラッシュアジャスター付きの場合には常にクリアランスが0に自動的に調整されるため、サービスデータ上はこの数値は存在しない。

## 形式

### アジャストスクリュー式

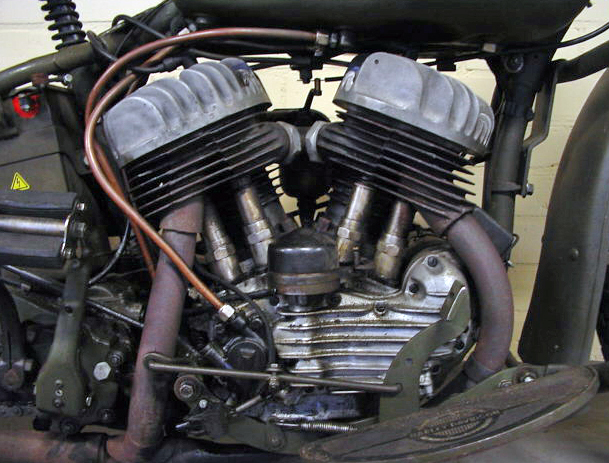
ハーレーダビッドソン社製
サイドバルブV型2気筒エンジン。プッシュロッド側で調整する形式の代表例

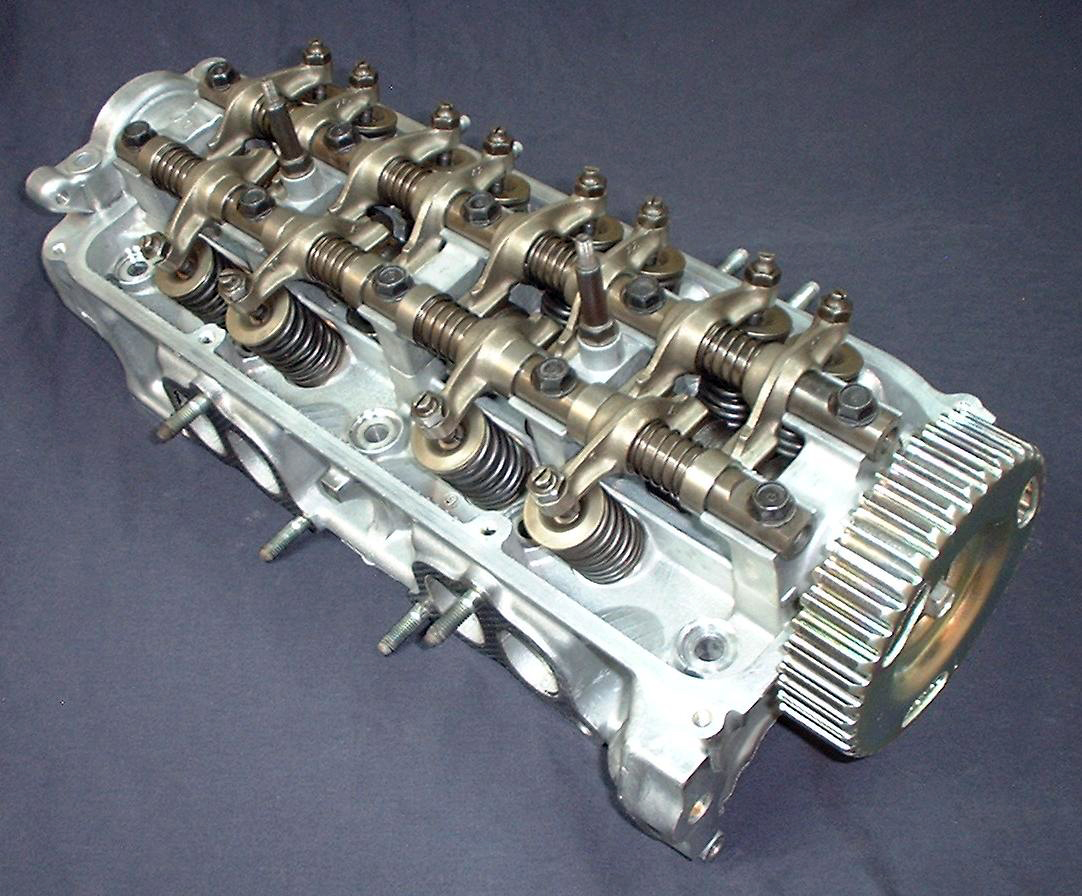
ホンダD15A型4気筒SOHC 12Vエンジンのシリンダーヘッド。アジャストスクリュー付きロッカーアームを採用する。

タペット調整にアジャストスクリューと呼ばれる雄ねじを用いる。この形式は古くからサイドバルブ形式のバルブ機構に組み込まれ、その後のOHVやOHCでもシーソー式ロッカーアームを用いるバルブ機構に組み込まれている。
サイドバルブやOHVのように、タペットがカムとプッシュロッドの間に配置される場合はタペット自身に調整機構が設けられている。シリンダー外部にプッシュロッドが露出した構造のエンジンでは、シリンダーヘッドカバーなどを分解することなく、スパナなどの汎用工具で外部から直接調整できる場合があり、オートバイのようにエンジンの側方が車体などで覆われていない機械では整備性が高い。
ロッカーアーム式のOHCや、シリンダーブロック内にプッシュロッドが内蔵された構造のOHVでは、ロッカーアームのバルブ側先端にアジャストスクリュー（調整ねじ）が設けられている。タペット調整にはヘッドカバーの脱着が必要となるが、多くの自動車用エンジンのように上方から整備ができる機械では、車上でのタペット調整が可能である。多くはアジャストスクリュー本体をロックナットで固定する構造を採っていて、ロックナットを緩めて調整した後、アジャストスクリューが共回りしないように工具で保持しながらロックナットを締めつける。このときに、ねじのバックラッシュに起因するずれが生じやすいが、経験を積むことでずれをあらかじめ見越した調整が可能となる場合もある。ロックナットの締め付けが不良の場合、エンジンの運転中にロックナットとアジャストスクリューが振動で脱落する危険性もある。

### シム式
タペット調整にシムと呼ばれる厚さの異なる金属板を用いる。この形式は直打式（または直動式）SOHCの登場とともに出現し、大半のDOHCでも用いられるようになった。タペットは円筒のカップ形で、カムとバルブステム先端の間に組み込まれている。シムを組み込む位置により、タペット上面とカムの間に挿入するアウターシムと、タペット内側とバルブステムの間に挿入するインナーシムとに分かれる。
アウターシムはシムを交換する際にカムシャフトを取り付けたまま作業が行え、整備性が高い利点がある反面、極端な高回転でバルブサージングが発生した際にバルブリフターからシムが脱落する恐れがある。インナーシムはシムを交換する際には必ずカムシャフトを取り外す必要があり、整備性で劣る反面、アウターシムよりもシム脱落が起こりづらい利点がある。
どちらの形式もロッカーアームとアジャストスクリューを組み合わせる方式に比べると動弁機構全体を軽量化でき、ヘッドカバー内部をコンパクトにできる反面、タペット調整のために多数のシムや正確なマイクロメーターが必要となる。また、非常に古い型式のエンジンでは、すでに補修用シムの純正供給が終了していて目的の厚みのシムが入手できない場合もある。
近年では、シムが存在せず、リフター自体の厚みで調整を行うシムレスリフターも普及しており、この場合はシム式よりも軽量化が図れる。ただしシム式における調整にはシムのみを複数用意するだけで良いがシムレスではリフター自体で厚さを調整するため複数のリフターが必要となる。

### ラッシュアジャスター

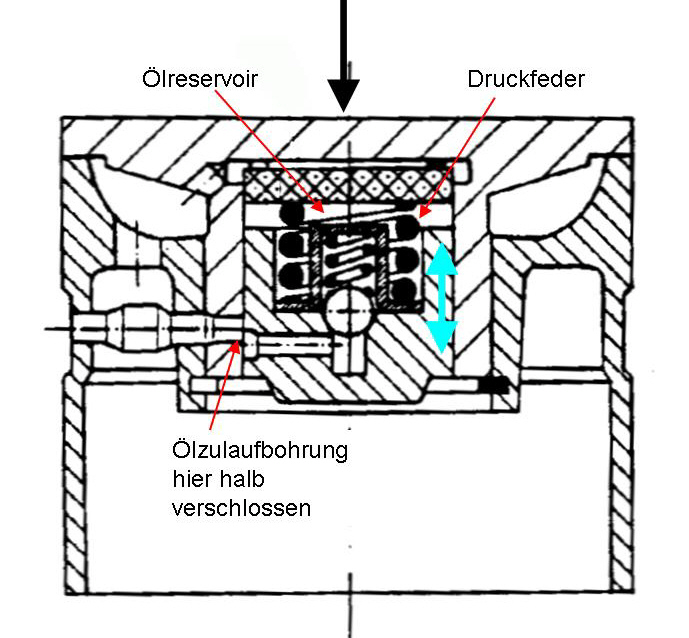
直打式ラッシュアジャスターの一例

タペットにバルブクリアランスを自動的に調整する機能を持たせたものはラッシュアジャスターと呼ばれる。あるいはハイドロリックリフター (hydraulic lifter) とも呼ばれ、これに対比して従来のタペットはソリッドリフター(solid lifter)やメカニカルリフター(mechanical lifter)と呼ばれる。
ラッシュアジャスターは内部にエンジンオイルが満たされたプランジャ状の部品で、内部のオイル量によって全長が変化し、バルブクリアランスが常に0 mmに保たれる。タペット調整が不要となる反面、エンジンオイルの品質や粘度に動作の安定性が左右される場合がある。また、アジャストスクリューやシムと比較すると部品が大型で、慣性質量が大きくなる。